# Лост-Сіті (Оклахома)
Лост-Сіті (англ. Lost City) — переписна місцевість (CDP) в США, в окрузі Черокі штату Оклахома. Населення — 767 осіб (2020).

## Географія
Лост-Сіті розташований за координатами 36°0′2″ пн. ш. 95°7′20″ зх. д. / 36.00056° пн. ш. 95.12222° зх. д. (36.000647, -95.122306).  За даними Бюро перепису населення США в 2010 році переписна місцевість мала площу 60,93 км², уся площа — суходіл.

## Демографія
Згідно з переписом 2010 року, у переписній місцевості мешкало 770 осіб у 288 домогосподарствах у складі 227 родин. Густота населення становила 13 особи/км².  Було 320 помешкань (5/км²).
Расовий склад населення:
| - 46,5 % — білих - 44,3 % — корінних американців - 0,1 % — чорних або афроамериканців |

До двох чи більше рас належало 9,0 %. Частка іспаномовних становила 1,9 % від усіх жителів.
За віковим діапазоном населення розподілялося таким чином: 24,0 % — особи молодші 18 років, 60,8 % — особи у віці 18—64 років, 15,2 % — особи у віці 65 років та старші. Медіана віку мешканця становила 41,7 року. На 100 осіб жіночої статі у переписній місцевості припадало 105,9 чоловіків;  на 100 жінок у віці від 18 років та старших — 99,0 чоловіків також старших 18 років.
Середній дохід на одне домашнє господарство  становив 52 732 долари США (медіана — 45 583), а середній дохід на одну сім'ю — 58 160 доларів (медіана — 51 172). Медіана доходів становила 45 268 доларів для чоловіків та 33 125 доларів для жінок. За межею бідності перебувало 7,3 % осіб, у тому числі 7,4 % дітей у віці до 18 років та 14,6 % осіб у віці 65 років та старших.
Цивільне працевлаштоване населення становило 314 особи. Основні галузі зайнятості: освіта, охорона здоров'я та соціальна допомога — 20,1 %, виробництво — 19,4 %, транспорт — 12,1 %, фінанси, страхування та нерухомість — 9,9 %.